# Merodon syriacus
Merodon syriacus är en tvåvingeart som beskrevs av Paramonov 1929. Merodon syriacus ingår i släktet narcissblomflugor, och familjen blomflugor.
Artens utbredningsområde är Syrien. Inga underarter finns listade i Catalogue of Life.